# Disperse Blue 1
Disperse Blue 1 ist ein Anthrachinonfarbstoff aus der Gruppe der Dispersionsfarbstoffe, der unter anderem im Textilbereich zum Färben, als Permanent Make-up oder Haarfärbemittel eingesetzt wird.

## Regulierung
Die Verwendung von Disperse Blue 1 ist seit Mai 2009 in Deutschland über die Tätowiermittel-Verordnung als Permanent Make-up verboten.
In der Europäischen Union ist Disperse Blue 1 durch die Verordnung (EG) Nr. 1223/2009 in kosmetischen Mitteln verboten und seit November 2020 wegen seines krebserregenden Potentials, über REACH Anhang XVII  auf eine Konzentration von 50 mg/kg in einem homogenen Material begrenzt.
Über den Safe Drinking Water and Toxic Enforcement Act of 1986 besteht in Kalifornien seit 1. Oktober 1990 eine Kennzeichnungspflicht, wenn Disperse Blue 1 in einem Produkt enthalten ist.